# Garelochhead
Garelochhead (Ceann a' Gheàrr-loch in lingua gaelica scozzese) è una località della Scozia, situata nell'area di consiglio di Argyll e Bute.